# Episodi de L'amore e la vita - Call the Midwife (quarta stagione)
La quarta stagione della serie televisiva L'amore e la vita - Call the Midwife è stata trasmessa dal 18 gennaio all'8 marzo 2015 su BBC One, preceduta il 25 dicembre 2014 dallo Speciale Natalizio.
In Italia la stagione è stata interamente pubblicata su Netflix il 1º settembre 2016.
| nº | Titolo                  | Prima TV UK      | Pubblicazione Italia |
| -- | ----------------------- | ---------------- | -------------------- |
| CS | Speciale Natalizio 2014 | 25 dicembre 2014 | 1º settembre 2016    |
| 1  | Episodio 1              | 18 gennaio 2015  | 1º settembre 2016    |
| 2  | Episodio 2              | 25 gennaio 2015  | 1º settembre 2016    |
| 3  | Episodio 3              | 1º febbraio 2015 | 1º settembre 2016    |
| 4  | Episodio 4              | 8 febbraio 2015  | 1º settembre 2016    |
| 5  | Episodio 5              | 15 febbraio 2015 | 1º settembre 2016    |
| 6  | Episodio 6              | 22 febbraio 2015 | 1º settembre 2016    |
| 7  | Episodio 7              | 1º marzo 2015    | 1º settembre 2016    |
| 8  | Episodio 8              | 8 marzo 2015     | 1º settembre 2016    |